# Кизбой
Кизбой — деревня в Череповецком районе Вологодской области.
Входит в состав Воскресенского сельского поселения, с точки зрения административно-территориального деления — в Аннинский сельсовет.
Расстояние до районного центра Череповца по автодороге — 80 км, до центра муниципального образования Воскресенского по прямой — 28 км. Ближайшие населённые пункты — Пахотино, Мальцево, Попово.
По переписи 2002 года население — 7 человек.

## Известные уроженцы
- Коликов Георгий Германович ─ советский разведчик, полковник, участник Великой Отечественной войны[4].